# Весела Дубрава
Весе́ла Дубра́ва (рос. Весёлая Дубрава) — селище у складі Новичихинського району Алтайського краю, Росія. Входить до складу Мельниковської сільської ради.

## Населення
Населення — 133 особи (2010; 158 у 2002).
Національний склад (станом на 2002 рік):
- росіяни — 97 %